# Trentepohlia (Mongoma) duyagi
Trentepohlia (Mongoma) duyagi is een tweevleugelige uit de familie steltmuggen (Limoniidae). De soort komt voor in het Oriëntaals gebied.